# Jorgos Amanatidis (piłkarz)
Jorgos Amanatidis (gr.: Γιώργος Αμανατίδης; ur. 4 kwietnia 1970 w Kiato) – grecki piłkarz występujący na pozycji obrońcy.

## Kariera klubowa
Amanatidis karierę rozpoczynał w 1990 roku w drugoligowym Apollonie Kalamaria. W 1992 roku awansował z nim do pierwszej ligi. W 1993 roku przeszedł do także pierwszoligowego Olympiakosu. W latach 1997–2003 siedem razy z rzędu zdobył z nim mistrzostwo Grecji. W 1999 roku wraz z zespołem wywalczył także Puchar Grecji.
W 2003 roku Amanatidis odszedł do cypryjskiego APOEL-u. W 2004 roku zdobył z nim mistrzostwo Cypru. W tym samym roku wrócił do Grecji, gdzie w sezonie 2004/2005 występował w pierwszoligowej Kerkirze. Z kolei w sezonie 2005/2006 grał w drugoligowych drużynach Ethnikos Asteras oraz Panachaiki, po czym zakończył karierę.

## Kariera reprezentacyjna
W reprezentacji Grecji Amanatidis zadebiutował 6 października 1999 w wygranym 2:0 meczu eliminacji Mistrzostw Europy 2000 z Albanią, a 29 marca 2000 w wygranym 2:0 towarzyskim pojedynku z Rumunią strzelił swojego pierwszego gola w kadrze. W latach 1999–2002 w drużynie narodowej rozegrał 18 spotkań i zdobył 2 bramki.